# Landmark 81
Landmark 81 – wieżowiec w mieście Ho Chi Minh w Wietnamie. Budynek został ukończony 27 lipca 2018 roku. Wysokość wynosi 461,2 m. Całkowity koszt budowy wyniósł 1,42 mld USD. Jest najwyższym budynkiem w Wietnamie; do czasu zakończenia jego budowy najwyższym budynkiem był Keangnam Hanoi Landmark Tower.